# Euríalo (filho de Mecisteu)
Euríalo, filho de Mecisteu, na mitologia grega foi um dos epígonos, um argonauta e um dos gregos que foram para a Guerra de Troia.
Seu pai, Mecisteu, era um dos filhos de Talau; Talau e Lisímaca foram os pais de Adrasto, Partenopeu, Pronax, Mecisteu, Aristômaco e Erifila, que se casou com Anfiarau.
Na lista de Pseudo-Apolodoro, ele foi um dos argonautas.
Mecisteu, pai de Euríalo, é um dos sete chefes dos argivos que lutaram contra Tebas, em uma das listas apresentadas por Pseudo-Apolodoro.
Na guerra dos Epígonos, Euríalo, filho de Mecisteu, foi um dos escolhidos.
Ele lutou na Guerra de Troia.